# Явгильдино
Явгильдино (баш. Яугилде) — деревня в Караидельском районе Республики Башкортостан Российской Федерации. Административный центр Явгильдинского сельсовета.

## География

### Географическое положение
Расстояние до:
- районного центра (Караидель): 34 км,
- ближайшей ж/д станции (Щучье Озеро): 75 км.

## История
Деревня основана мишарями по договору о припуске на вотчинных землях башкир Сунларской волости Бирского уезда, известна с 1782 г.
9 сентября 1824 года через Явгильдино, а также Бердяшский Перевоз, дд. Апрелево, Каирово был проведён маршрут движения императора Александра I (Асфандияров А. З. История сёл и деревень Башкортостана: Справочник. Т. 8: Башкирские деревни Пермской и Свердловской областей. — Уфа: Китап, 1999.С.494).
В «Списке населенных мест по сведениям 1870 года», изданном в 1877 году, населённый пункт упомянут как деревня Ягвильдина (Явгильдина) 1-го стана Бирского уезда Уфимской губернии. Располагалась при озере Желтом, на Сибирском почтовом тракте из Уфы, в 77 верстах от уездного города Бирска и в 31 верстах от становой квартиры в селе Аскине. В деревне, в 120 дворах жили 755 человек (392 мужчины и 363 женщины, мещеряки), были мечеть, училище, почтовая станция. Жители занимались извозничеством.
В 1906 году зафиксированы также кузница, 2 бакалейные лавки, хлебозапасный магазин.

## Население
| 2002 | 2009 | 2010 |
| ---- | ---- | ---- |
| 459  | ↘425 | ↗453 |

## Инфраструктура
Есть школа, детский сад, фельдшерско‑акушерский пункт, клуб, библиотека.

## Транспорт
Село выросло при почтовой дороге, ныне региональная автодорога 80К-004.

## Религия
В деревне есть мечеть.

## Известные уроженцы
- Зайнутдинов, Шайх (1897—1971) — почётный шахтер РСФСР, Герой Социалистического Труда.
- Лукманов, Гаян Лугуманович (1923—1988) — башкирский писатель, член Союза писателей Башкирской АССР (1969).